# Mindoro-Pustelschwein
Das Mindoro-Pustelschwein (Sus oliveri) ist eine neuentdeckte Säugetierart aus der Familie der Echten Schweine (Suidae).
Von dieser Art sind bislang vier Schädel und ein Teil des Felles gefunden worden, alle auf der zu den Philippinen gehörenden Insel Mindoro. Das Fell, das von einem Kopf stammt, ist schwarz und weist einige gelbe Einsprenkelungen auf. Im Bau des Schädels bestehen Unterschiede zu dem des Philippinischen Pustelschweins, dem die Funde bislang zugeordnet wurden. Er ist langgestreckter und mehr nach unten gebogen und weist einige weitere Differenzen auf.
Im Jahr 1997 wurde die das Mindoro-Pustelschwein als Unterart des Philippinen-Pustelschweins beschrieben, als die verschiedenen Schweinearten der Philippinen morphologisch untersucht wurden. Dass die Funde einer neuen Art zuzuordnen sind, wurde im Jahr 2001 bekannt. Sie wurde nach William Oliver, dem Leiter der „Pigs & Peccaries Specialist Group“ der IUCN, Sus oliveri benannt. Diese Art ist durch die fortschreitenden Rodungen auf ihrer Heimatinsel bedroht.